# Cumberland (Maine)
Pour les articles homonymes, voir Cumberland.
Cumberland est une ville du comté de Cumberland, située sur le baie de Casco dans le Maine, aux États-Unis. Elle a été fondée en 1821 par démembrement d'une partie de North Yarmouth.
Lors du recensement de 2010, sa population s’élevait à 7 211 habitants. Elle fait partie de l'aire métropolitaine de Portland. Cumberland est l’une des municipalités les plus riches de l’État.
Selon le Bureau du recensement des États-Unis, la ville a une superficie totale de 68 km2, dont 59 km2 de terres et 9 d’eau.
L'île Chebeague, qui faisait partie depuis longtemps du Cumberland, a formé sa propre ville en 2007. Quelques îles et îlots secondaires lui restent cependant rattachés.

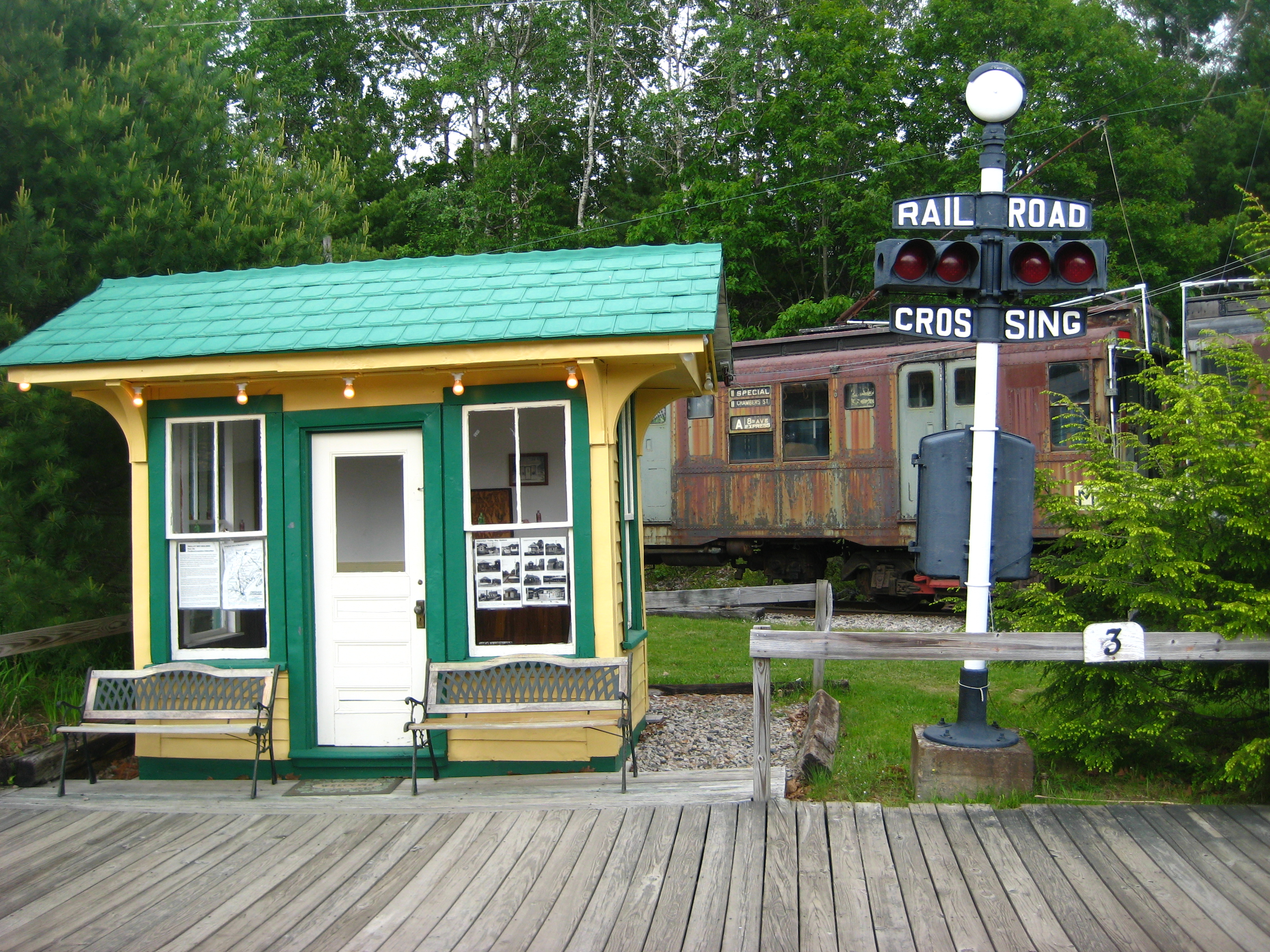
L'ancienne gare de Morrrison Hill du Portland-Lewiston Interurban, qui a desservi Cumberland de 1915 à 1933. La gare est maintenant située au Seashore Trolley Museum.

## Source
- (en) Cet article est partiellement ou en totalité issu de l’article de Wikipédia en anglais intitulé « Cumberland, Maine » (voir la liste des auteurs).